# Снитил, Мартин
Ма́ртин Сни́тил (чеш. Martin Snítil, англ. Martin Snitil; 20 ноября 1978, Прага, Чехия) — чешский кёрлингист и тренер по кёрлингу.
Играет на позиции второго.

## Достижения
- Чемпионат Европы по кёрлингу: бронза (2012).
- Чемпионат Европы по кёрлингу среди смешанных команд: серебро (2008).

## Команды
| Сезон                                          | Четвёртый   | Третий             | Второй                                  | Первый             | Запасной                                            | Турниры                              |
| ---------------------------------------------- | ----------- | ------------------ | --------------------------------------- | ------------------ | --------------------------------------------------- | ------------------------------------ |
| 2003—04                                        | Иржи Снитил | Индржих Китцбергер | Мартин Снитил                           | Марек Выдра        | David Havlena                                       | ЧЕ 2003 (15 место)                   |
| 2005—06                                        | Иржи Снитил | Мартин Снитил      | Индржих Китцбергер                      | Марек Выдра        |                                                     |                                      |
| 2006—07                                        | Иржи Снитил | Мартин Снитил      | Индржих Китцбергер                      | Марек Выдра        | Marek David                                         | ЧЕ 2006 (11 место)                   |
| 2007—08                                        | Иржи Снитил | Мартин Снитил      | Индржих Китцбергер                      | Марек Выдра        | Милош Гоферка тренер: Суне Фредериксен              | ЧЕ 2007 (8 место) ЧМ 2008 (12 место) |
| 2008—09                                        | Иржи Снитил | Индржих Китцбергер | Мартин Снитил                           | Марек Выдра        | Карел Угер тренер: Суне Фредериксен                 | ЧЕ 2008 (7 место)                    |
| 2008—09                                        | Иржи Снитил | Мартин Снитил      | Индржих Китцбергер                      | Карел Угер         | Милош Гоферка тренер: Суне Фредериксен              | ЧМ 2009 (11 место)                   |
| 2009—10                                        | Иржи Снитил | Мартин Снитил      | Индржих Китцбергер                      | Марек Выдра        | Карел Угер тренер: Эллери Робишо                    | ЧЕ 2009 (8 место)                    |
| 2010—11                                        | Иржи Снитил | Мартин Снитил      | Карел Угер (ЧЕ) Индржих Китцбергер (ЧМ) | Марек Выдра        | Якуб Бареш тренер: Эллери Робишо                    | ЧЕ 2010 (7 место) ЧМ 2011 (8 место)  |
| 2011—12                                        | Иржи Снитил | Мартин Снитил      | Индржих Китцбергер                      | Марек Выдра        | Самуэль Мокриш тренер: Эллери Робишо                | ЧЕ 2011 (4 место) ЧМ 2012 (12 место) |
| 2012—13                                        | Иржи Снитил | Мартин Снитил      | Якуб Бареш                              | Индржих Китцбергер | Марек Выдра тренеры: Эллери Робишо, Даниэль Рафаэль | ЧЕ 2012                              |
| 2012—13                                        | Иржи Снитил | Мартин Снитил      | Индржих Китцбергер                      | Марек Выдра        | Якуб Бареш тренер: Даниэль Рафаэль                  | ЧМ 2013 (8 место)                    |
| 2013—14                                        | Иржи Снитил | Мартин Снитил      | Индржих Китцбергер                      | Марек Выдра        | Якуб Бареш тренер: Суне Фредериксен                 | ЧЕ 2013 (7 место)                    |
| 2013—14                                        | Иржи Снитил | Мартин Снитил      | Индржих Китцбергер                      | Якуб Бареш         | Марек Выдра тренер: Даниэль Рафаэль                 | ЧМ 2014 (7 место)                    |
| 2014—15                                        | Иржи Снитил | Лукаш Клима        | Мартин Снитил                           | Индржих Китцбергер | Самуэль Мокриш тренер: Брайан Грей                  | ЧЕ 2014 (5 место) ЧМ 2015 (9 место)  |
| 2015—16                                        | Иржи Снитил | Лукаш Клима        | Мартин Снитил                           | Индржих Китцбергер |                                                     |                                      |
| 2016—17                                        | Иржи Снитил | Лукаш Клима        | Мартин Снитил                           | Индржих Китцбергер |                                                     |                                      |
| 2017—18                                        | Иржи Снитил | Лукаш Клима        | Мартин Снитил                           | Индржих Китцбергер | Самуэль Мокриш тренер: Брайан Грей                  | ЧЕ 2017 (13 место)                   |
| Кёрлинг среди смешанных команд (mixed curling) |             |                    |                                         |                    |                                                     |                                      |
| 2008—09                                        | Иржи Снитил | Hana Synácková     | Мартин Снитил                           | Каролина Пиларова  | Katerina Kobosilova, Суне Фредериксен               | ЧЕСК 2008                            |

(скипы выделены полужирным шрифтом)

## Результаты как тренера национальных сборных
| Год  | Турнир                            | Сборная | Место |
| ---- | --------------------------------- | ------- | ----- |
| 2002 | Чемпионат Европы по кёрлингу 2002 | Чехия   | 16    |

## Частная жизнь
Его старший брат, Иржи Снитил — тоже кёрлингист; Мартин играет в его команде на позиции второго.